# ドコモ口座キャッシュゲットモール
ドコモ口座キャッシュゲットモールは、NTTドコモが運営していた現金還元型ポイントサイト。

## 送金・受取
獲得した金額はドコモ口座に入金される。
そのため、利用はドコモ口座を保有できるNTTドコモの回線を利用しているユーザーに限られるが、ドコモ口座への入金後は銀行口座への払い出しなどができる。
他社では得するモール（SoftBank）などがあり、得するモールはキャリア関係なく利用できるが、利用手段はSoftBankの料金に充当するのみとなる。

## ID・パスワード
NTTドコモの電波を使用している場合、ログインのためのID・パスワードなしでログインが可能である。ただしWiFiなどを利用している場合は docomo IDによるログインが必要。